# Joseph E. Stiglitz
Joseph Eugene Stiglitz (ur. 9 lutego 1943 w Gary) – amerykański ekonomista, laureat Nagrody Banku Szwecji im. Alfreda Nobla w dziedzinie ekonomii (2001) oraz John Bates Clark Medal (1979).

## Życiorys
Od 2003 r. legitymuje się tytułem profesora akademickiego Columbia University; specjalizuje się w dziedzinie mikroekonomii. W latach 1993–1997 był szefem Zespołu Doradców Ekonomicznych Prezydenta Stanów Zjednoczonych, a w latach 1997–2000 głównym ekonomistą Banku Światowego. Jest założycielem organizacji Initiative for Policy Dialogue (IPD), skupiającej ekspertów w dziedzinie rozwoju międzynarodowego. Przewodniczy Brooks World Poverty Institute (BWPI) z Manchester University oraz jest członkiem Papieskiej Akademii Nauk Społecznych. Nagrodę Banku Szwecji im. Alfreda Nobla otrzymał (razem z George’em Akerlofem i Michaelem Spence’em) za analizę rynków charakteryzujących się asymetrią informacji. W 2001 r. Uniwersytet Karola w Pradze przyznał mu tytuł doktora honoris causa.
Stiglitz znany jest z krytycznego spojrzenia na zarządzanie mechanizmem globalizacji, ekonomię ściśle wolnorynkową oraz niektóre międzynarodowe instytucje, takie jak Międzynarodowy Fundusz Walutowy czy Bank Światowy.

## Dorobek naukowy

### Wolny rynek
Tradycyjna neoklasyczna literatura ekonomiczna zakłada, że rynki gospodarują zawsze efektywnie, wykluczając ograniczone w ilości i ściśle zdefiniowane niesprawności rynku. Jednak badania Stiglitza pozwalają przypuszczać, iż jest odwrotnie: rynek działa efektywnie wyłącznie w wyjątkowych okolicznościach. Wykazał on (razem z Bruce'em Greenwaldem), że „gdy tylko informacja lub rynek są niekompletne (co jest prawdą właściwie w każdej gospodarce), alokacja w rynku konkurencyjnym nie spełnia założeń efektywności w sensie Pareto”.
Mimo że konkluzje płynące z prac Stiglitza oraz powszechnie występujące niesprawności rynku niekoniecznie usprawiedliwiają szeroko zakrojone interwencyjne działania rządu, to optymalny rekomendowany zakres działań interwencyjnych państwa jest daleko mniejszy, niż uważają zwolennicy twierdzenia o powszechności niesprawności rynku. Według Stiglitza jednak „niewidzialna ręka” rynku w ogóle nie istnieje.

### Asymetria informacji
Najbardziej znane badanie przeprowadzone przez Stiglitza dotyczy techniki screening – działania wykorzystywanego przez agenta ekonomicznego (zob. asymetria informacji), wiedzącego mniej, do wydobycia informacji od tego wiedzącego więcej. Zagadnienia związane z asymetrią informacji wykorzystał w pracy nad opisem rynku ubezpieczeń oraz rynków kapitałowych.

### Płace wydajnościowe: model Shapiro-Stiglitza
Stiglitz pracował nad zagadnieniem tzw. płac wydajnościowych, znanym dziś jako model Shapiro-Stiglitza, wyjaśniającym zjawisko bezrobocia i regulacji płac.
Założenia modelu:
- Człowiek, w odróżnieniu od innych postaci kapitału, wybiera odpowiadający mu poziom wysiłku;
- Niedoskonała kontrola wysiłku pracownika przez pracodawcę (niedostatecznie wysokie prawdopodobieństwo przyłapania pracownika na lekceważeniu swoich obowiązków);
- Asymetria informacji na linii pracodawca-pracownik.

Wnioski płynące z modelu:
- Przy założeniu o redukcji zasiłków dla bezrobotnych: Pracodawca powinien dobrze opłacać pracownika, ponieważ strata pracy będzie dotkliwą karą. Pracownikowi będzie przyświecała idea efektywnej pracy, w innym wypadku może zostać zwolniony;
- Wyżej opłacany pracownik jest lepiej odżywiony i zdrowszy, co prowadzi do wyższej efektywności;
- Wyższe płace przyciągają lepszych pracowników;
- Wyższe płace ograniczają kosztowną dla zatrudniającego realokację pracowników;
- Pojawia się bezrobocie (tu: kara za nieefektywność w pracy) z racji płacy ustanowionej wyżej, niż płaca czyszcząca rynek;
- Bezrobotni byliby skłonni pracować za stawkę nawet niższą, niż w punkcie równowagi, lecz nie są dla pracodawców dostatecznie wiarygodni (tu: bezrobotni ukarani za nieefektywność w pracy).

### Praktyczne zastosowania teorii Stiglitza
O ile pod względem matematycznej poprawności teorii Stiglitza nie można nic zarzucić, to zastosowanie jej praktycznych wniosków w polityce gospodarczej było przedmiotem wielu debat i dyskusji. Sam Stiglitz stara się wraz z rozwijającymi się w czasie dyskursami adaptować do nich swoje teorie, początkowo usystematyzowane w „Whither Socialism?”.

## Wybrane publikacje
- Readings in modern theory of economic growth./ed.,H. Uzawa. – Cambridge: Massachusetts Institute of Technology Press, 1969, 497 s.
- Economics of public sector. New York: W.W. Norton, 1986. (Najnowsze polskie wydanie – styczeń 2005: Ekonomia sektora publicznego, PWN, Warszawa 2005, ISBN 83-01-14338-X. Warszawa: Wydawnictwo Naukowe PWN, 2005, 1016 s.)
- The economics or rural organization: theory, practice and policy, K. Hoff, A. Braveman, New York: Oxford University Press, 1993, 590 s.
- Whither socialism? Cambridge: Massachusetts Institute of Technology Press, 1994, 338 s.
- State versus market: have Asian currency crises affected the reform debate. Dhaka: University Press, 1999, 55 s.
- Economics. 3 rd ed. New York: W.W. Norton, 2002, 829 s.
- Globalization and Its Discontents. Washington, DC: W.W. Norton Company, 2002. (Najnowsze polskie wydanie – 2004: Tłumaczenie: Hanna Simbierowicz, Wydawnictwo Naukowe PWN, Warszawa 2004, ISBN 83-01-14205-7 – Globalizacja. Warszawa: Wydawnictwo Naukowe PWN, 2004, 232 s.)
- Incentives and risk sharing in sharecropping// Review of Economic Studies, 41, 1974, nr 2, s. 219–255
- Equilibrium in competitive insurance markets: an essay on the economics of imperfect information, M. Rothschild // Quarterly Journal of Economics, 90, 1976 nr 3, s. 629–649
- On the impossibility of informationally efficient markets, S. Grossman, American Economic Review, 70, 1980 nr 3, s. 393–408
- Equilibrium unemployment as a worker discipline device, C. Shapiro, American Economic Review, 74, 1984 nr 3, s. 433–444
- Externalities in economics with imperfect information and incomplete markets, B. Greenwald, Quarterly Journal of Economics, 101, 1986 nr 2, s. 229–264
- Financial market imperfections and business cycles, B.Greenwald, Quarterly Journal of Economics, 108, 1993 nr 1, s. 77–119
- Reforming the global economic architecture: lessons from recent crises, Journal of Finance, 54,1999 nr 4, s. 1508–1521 (artykuł tego autora cieszący się największą poczytnością w bazie JSTOR)